# ストラスペイ男爵
ストラスペイ男爵（英: Baron Strathspey,[stræθspˈɛi]）はイギリスの男爵、貴族、連合王国貴族爵位。これまでに二度創設されており、いずれもシーフィールド伯爵家への叙爵である。第2期が現存するが、現在は伯爵位と分離している。

## 歴史

### 第1期（1858年）
ジョン・オギルヴィ＝グラント(1815–1881)は1858年8月14日に連合王国貴族として「インヴァーネス＝マリ州ストラスペイのストラスペイ男爵(Baron Strathspey, of Strathspey in the Counties of Inverness and Moray)」に叙されたが、これが第1期の創設にあたる。彼は叙爵前の1853年に父から「シーフィールド伯爵」を継承していたため、男爵位は伯爵位の従属爵位となった。
しかし、その子である8代伯イアン(1851-1884)が1884年に生涯未婚のまま死去すると、男爵位は廃絶となった。一方で、伯爵位は叔父ジェームズが継承するとともに、彼が直後に第2期の叙爵を受けることとなる。

### 第2期（1884年）
9代伯ジェームズ(1817-1888)は1884年6月17日に連合王国貴族爵位の「インヴァーネス＝マリ州ストラスペイのストラスペイ男爵(Baron Strathspey, of Strathspey in the Counties of Inverness and Moray)」に叙された。この叙爵が現在まで存続している。
その孫にあたる11代伯ジェームズ(1876-1915)が男子のないまま第一次世界大戦で戦死を遂げたため、男爵位は弟トレヴァー(4代男爵、1879–1948)が継承した。他方、女系継承可能なシーフィールド伯爵位を始めとするスコットランド貴族爵位は11代伯の長女ニーナが相続している。
以降は4代男爵の系統で存続しており、その孫にあたる6代男爵ジェームズ(1943-)がストラスペイ男爵家現当主である。彼は同時にグラント氏族(Clan Grant)の氏族長を務めている。

## 現当主の保有爵位 / 地位
現当主である第6代ストラスペイ男爵ジェームズ・パトリック・トレヴァー・グラント・オブ・グラントは、以下の爵位を有する。
- 第6代インヴァーネス＝マリ州ストラスペイのストラスペイ男爵(6th Baron Strathspey, of Strathspey in the Counties of Inverness and Moray)
(1884年6月17日の勅許状による連合王国貴族爵位[2])
- 第18代(コフーンの)準男爵(18th Baronet, of Colquhoun)
(1704年4月29日の勅許状によって1625年8月30日創設とみなす先官礼遇を認めるノヴァスコシア準男爵位)

ストラスペイ男爵家当主は2020年現在、以下の地位を世襲している。
- 第33代グラント氏族長（英語版）(33rd Chief of the Name and Arms of Grant)

## 一覧

### ストラスペイ男爵（第1期;1858年）
- 初代ストラスペイ男爵（第7代シーフィールド伯爵）ジョン・チャールズ・オギルヴィ＝グラント（英語版） (1815–1881)
- 第2代ストラスペイ男爵（第8代シーフィールド伯爵）イアン・チャールズ・オギルヴィ＝グラント（英語版） (1851–1884)（1884年にストラスペイ男爵位廃絶）

### ストラスペイ男爵（第2期;1884年）
- 初代ストラスペイ男爵（第9代シーフィールド伯爵）ジェームズ・オギルヴィ＝グラント（英語版） (1817–1888)
- 第2代ストラスペイ男爵（第10代シーフィールド伯爵）フランシス・ウィリアム・オギルヴィ＝グラント（英語版） (1847–1888)
- 第3代ストラスペイ男爵（第11代シーフィールド伯爵）ジェームズ・オギルヴィ＝グラント (1876–1915)
- 第4代ストラスペイ男爵トレヴァー・オギルヴィ＝グラント（英語版） (1879–1948)
- 第5代ストラスペイ男爵ドナルド・パトリック・トレヴァー・グラント・オブ・グラント (1912–1992)
- 第6代ストラスペイ男爵ジェームズ・パトリック・トレヴァー・グラント・オブ・グラント (1943-)

爵位の推定相続人は、現当主の弟であるマイケル・パトリック・グラント・オブ・グラント閣下 (1953-)。

### 註釈
1. ↑  男爵位と同様に男子への継承を求める準男爵位も弟トレヴァーへ相続されている。